# Visicorp

Logo von Visicorp

Visicorp (Eigenschreibweise VisiCorp) war ein US-amerikanischer Softwarehersteller, der das weltweit erste Tabellenkalkulationsprogramm Visicalc auf den Markt brachte.
Visicorp wurde 1976 von Dan Fylstra unter dem Namen Personal Software gegründet. Fylstra betrieb das Unternehmen neben seinem Studium an der Harvard Business School in Cambridge (Massachusetts). 1978 übernahm das Unternehmen den Vertrieb von Microchess, einem Schachprogramm, welches seit Dezember 1976 von Micro-Ware Ltd. für verschiedene Mikrocomputer angeboten wurde und beteiligte dessen Entwickler, Peter Jennings, am Unternehmen. Es finanzierte die Entwicklung der ersten Tabellenkalkulation für Mikrocomputer, die von Dan Bricklin und Bob Frankston unter dem Unternehmensnamen (Firma) Software Arts programmiert wurde. Visicorp erhielt die Vertriebsrechte für dieses Produkt, erstellte die Anleitung und brachte es im Oktober 1979 auf den Markt. Der Unternehmenssitz wurde Anfang 1979 von Massachusetts ins kalifornische Silicon Valley verlegt.
1982 wurde die Firma des Unternehmens aufgrund des Erfolges von Visicalc in Visicorp geändert. Ein weiteres Produkt von Visicorp, Visi on, wurde im Dezember 1983 veröffentlicht. Visi on war eines der ersten GUIs für Personal Computer. Managementfehler und ein kostspieliges Gerichtsverfahren mit Software Arts führten ab Ende 1983 zu steigenden Verlusten, die im Jahr 1984 schließlich zum Zusammenbruch und in der Folge zur Übernahme des Unternehmens durch Control Data Corporation führte.